# Androfobi
Androfobi (fra oldgræsk: ἀνήρ "mand" og φόβος "frygt") er en unormal og vedvarende frygt for mænd. Bør ikke forveksles med misandri, som er foragt for mænd.
Folk som lider af androfobi oplever angst selvom de godt ved at de ikke står over for nogen reel fare. Androfobi er en af uendelig mange fobier, og kan ofte spores tilbage til en bestemt begivenhed, som udløste fobien, ofte en traumatisk oplevelse i en tidlig alder. Hvad angår androfobi kan det ofte være voldtægt eller andre overgreb begået af en mand på et barn.

## Fobien i populær kultur
I den kendte danske tv-serie Matador, fik Misse Møhge denne fobi, efter at hendes mand, overlærer Andersen,  havde forsøgt at tiltvinge sig hende på deres bryllupsnat. 